# 小王子 (1974年电影)
《小王子》（英語：The Little Prince）是一部1974年英美合拍的奇幻喜劇片，由斯坦利·多南執導，艾倫·傑伊·勒納編劇和音樂填詞，改編自安托万·德圣埃克絮佩里的1943年經典兒童中篇小說《小王子》。
該片及其音樂未能在票房上取得成功，但在其劇院上映後變得頗受歡迎，並已在各種媒體平台上發售。

## 外部連結
- 美国电影学会目录上的《小王子》（英文）
- AllMovie上《小王子》的资料（英文）
- 豆瓣电影上《小王子》的資料 （简体中文）
- 互联网电影数据库（IMDb）上《小王子》的资料（英文）